# Гентаїм Муча
Гентаїм Муча (алб. Gentian Muça; нар. 13 травня 1987, Тирана, Албанія) — албанський футболіст, центральний захисник косовського клубу «Приштина». Вихованець «Тирани», значну частину провів у нижчих лігах Німеччини, у 2008 році повернувся в Албанії, де став гравцем «Тирани».
Після повернення в «Тирану» по одному сезоні відіграв в оренді за «Бюліс» (Балш) та «Динамо» (Тирана), де він вперше зіграв у чемпіонаті Албанії. Після успішного перебування в «Динамо» (Тирана) Муса повернувся до «Тирани», де грав у сезоні 2010/11 років.
Потім його контракт не продовжили, тому вирішив приєднатися до «Влазнії» (Шкодер), де грав лише в першій частині сезону 2011/12 років, а потім провів іншу частину сезону у «Фламуртарі» (Вльора). Після цього «Тирана» повернула Гентаїма і навіть з того часу став регулярним членом у стартовому складі, зібравши понад 100 матчів у всіх змаганнях. Влітку 2015 та 2016 років грав в оренді в «Кукесі» для виступів клубу в єврокубків.
Муса представляв Албанію на молодіжному рівні, у 2005 році виступав за юнацьку збірну Албанії (U-19). У 2009 році його вперше викликали до головної збірної, у футболці якої дебютував в неофіційному матчі проти Косова.

## Клубна кар'єра

### Ранні роки
Муча розпочав кар'єру в нижчих лігах Німеччини за «Боннер», «Вар-Блокдек» та «Остергольц-Шармбек».

### «Тирана»
Після виступів у нижчих лігах Німеччини, Муча повернувся до «Тирани» влітку 2008 року, але тодішній тренер Блаж Слишкович запропонував йому перейти в оренду в інший клуб, щоб набратися досвіду, оскільки такий юний гравець у «Тирані» не зміг би отримувати належну кількість ігрового часу. Сезон 2008/09 років провів в оренді у дружнього клубу вищого дивізіону «Бюліс» (Балш), зіграв 28 матчів у чемпіонаті, відзначився двома голами, а команда зайняла 9 місце в Суперлізі, через що змушена була грати матчі плей-оф на виліт, де зустрілися з «Грамозі». «Бюліс» в додатковий час поступився з рахунком 2:5 та понизився в класі.

#### 2009—2010: оренда в тиранське «Динамо»
Його віддали на один сезон в оренду до «Динамо» (Тирана). Дебютував у Лізі Європи 9 липня 2009 року в переможному (2:0) домашньому поєдинку першого раунду проти фінського «Лахті», в якому зіграв усі 90 хвилин на стадіоні Кемаль Стафа. Однак, незважаючи на перемогу в домашньому матчі (2:0), Динамо вилетіло з турніру, оскільки програло перший виїзний матч з рахунком 1:4.
Дебют Муси у чемпіонаті припав на 23 серпня у матчі першого туру проти «Кастріоті», в якому допоміг своїй команді голом здобути перемогу (3:1). На 68-й хвилині забив м'яч головою після подачі з кутового удару. 21 лютого наступного року, у програному (0:3) виїзному матчі проти «Аполонії», Гентаїма змінили на 18-й хвилині після травми правого коліна. Травма вимагала хірургічного втручання, яке здійснили на початку травня в Австрії, через що протягом 4 місяців захисник залишався поза футболом, завершивши, таким чином, для себе сезон.
Протягом сезону зіграв у 19 матчах ліги, а «Динамо» (Тирана) стало переможцем албанського чемпіонату, вигравши титул переможця албанської Суперліги 18-ий раз. Це чемпіонство стало першим значущим трофеєм Мучі в професіональній кар'єрі.

#### 2010-2011: повернення та відхід з команди
Повернувся до «Тирани» напередодні старту сезону 2010/11 років. Дебютував за команду на офіційному рівні 17 грудня 2010 року в переможному (4:0) домашньому поєдинку проти «Кастріоті»; Гентаїм вийшов на 77-й хвилині, замінивши Сабіена Ліляя.

### «Влазанія»
У футболці «Влазанії» дебютував 10 вересня 2011 року в переможному (3:1) домашньому поєдинку проти «Лачі», провів на полі усі 90 хвилин. 14 січня 2012 року розірвав контракт з «Влазнією» (Шкодер) після звільнення Руді Ватою. За нетривалий період часу, проведені в матчі, зіграв 16 матчів у лізі та кубки, не зумівши відзначитися жотним голом. Після від'їзду Муси висловив розчарування тим, як «Влазнія» звільнив його, після того, як вирішив залишитися в клубі до завершення сезону.

### «Фламуртарі»
У січні 2012 року вільним агентом перейшов до «Фламуртарі», підписавши спочатку 6-місячний контракт з можливістю продовження на 1 рік. У новій команді отримав футболку з 19-им ігровим номером, дебют у «Фламуртарі» — 11 лютого в матчі проти «Казми». Дебютним голом за команду відзначився в своєму шостому поєдинку, переможному (3:1) виїзному матчі проти «Аполонії» (третій гол у матчі). Загалом у сезоні 2011/12 років відзначився 10-ма голами в чемпіонаті. Залишив команду по завершенні сезону.

### «Тирана»

#### 2012—2014: перший сезон та зміна позиції
У липні 2012 року розпочав переговори зі своїм колишнім клубом «Тирана» щодо можливого повернення до столиці. 14 серпня 2012 року підписав контракт з «Тираною», через місяць після відходу з «Фламуртарі».
У футболці «Тирани» дебютував 6 вересня 2012 року в нічийному (1:1) поєдинку 6-го туру албанської Суперліги проти свого колишнього клубу, «фламуртарі», в якому вийшов на поле на останні 4 хвилини поєдинку. 10 листопада провів на полі 2 хвилини в переможному (2:0) виїзному поєдинку проти «Влазанії» (Шкодер), завершивши першу частину сезону з 6-ма зіграними хвилинами. У другій частині сезону, з приходом нового головного тренера Невіла Деде, отримав більше ігрового часу, провів на полі 900 хвилин. Муса відіграв у стартовому складі 10 матчів поспіль, а «Тирана» закінчила чемпіонат з 43 очками на 5-й позиції, тим самим не змогла кваліфікуватися до єврокубків.
У сезоні 2013/14 років Муса Гентаїм закріпився у стартовому складі, його партнером по центру захисту став Ендріт Врапі. Свій перший матч у новому сезоні провів 1 вересня 2013 року проти «Лачі». Своїм першим голом у новому сезоні відзначився два тижні по тому з пенальті, в переможному (1:0) домашньому поєдинку проти Люшні (1:0). Протягом першої частини сезону «Тирана» пережила найгірший період в історії клубу, вигравши 3 з 16 матчів чемпіонату. Муча зіграв у 10-ти з них на футбольному полі. «Тирана» також тричі змінювала головного тренера, використовуючи Невіла Деде, Альпіна Галло, а згодом й Гугаша Магані. У грудні команда потрапила на останню позицію, набравши лише 10 очок у 13 матчів, на відстані 7 очок від безпечної зони.
Однак, під керівництвом Магані, Тирана стала свідком змін, вигравши три матчі в лютому, включаючи міське дербі проти «Партизані», завдяки Жилберту. Під керівництвом Магані Гентаїм продовжував грати на позиції центрального захисника. 30 квітня 2014 року відзначився своїм другим голом в сезоні, реалізував пенальті в переможному (3:2) виїзному поєдинку проти «Кастріоті». «Тирана» забезпечила собі місце в албанській Суперлізі 3 травня 2014 року після виїзної нічиї (2: 2) передостаннього туру проти Фламуртарі Вльора; Муса знову зіграв 90 хвилин. Свій другий сезон у «Тирані» завершив з 26-ма матчами в лізі та кубку, відзначився двома голами, також був визнаний найкращим гравцем сезону.

#### 2014—2017: Оренда в «Кукесі», боротьба за титул та пониження в класі
З приходом Ервіна Булку, Муса стає 3-м капітаном команди після того, як тодішній капітан Ерандо Карабеджі вирішив передати своє капітанство Бульку на знак поваги до ветерана, і замість цього став віце-капітаном. Новий сезон розпочав 24 серпня, зігравши у матчі першого туру проти «Аполонії», який завершився переконливою домашньою перемогою «Тирани», 3:0. 18 жовтня у переможному (3:1) домашньому поєдинку проти «Кукесі» Муча на 81-й хвилині після гри рукою заробив пенальті, але його колишній товариш по команді Перо Пеїч не реалізував його, влучивши у перекладину. 29 жовтня, вийшовши на заміну у другому таймі, Муса відзначився першим голом у в першому матчі другої частини сезону проти «Аполонії», допомагаючи команді здобути виїзну перемогу (3:0) на стадіоні Лоні Папуцио. Він знову потрапив у протокол матчу проти «Ельбасані» на нещодавно відремонтованій Ельбасан Арені, на 27-й хвилині після передачі Еліса Бакая скоротив рахунок з 0:2 до 1:2, а «Тирана» виграла матч на 99-й хвилині завдяки голу Селемані Ндікумани.
12 квітня наступного року, в домашньому матчі 20-го туру чемпіонату проти «Влазнії» (Шкодер), Муча відзначився першим у кар'єрі дублем, допомагаючи команді подолати недоліки першого тайму та виграти в поєдинок з рахунком 2:1. Після завершення матчу присвятив голи колишньому члену фанатського угрупування Тірона Фанатікс, Гері Алкаю, який загинув в автомобільній аварії за два дні до цього. Загалом протягом сезону зіграв у всіх турнірах 38 матчів, у тому числі 32 — в чемпіонаті, допоміг «Тирані» посісти 4-те місце в Суперліі та дійти до півфіналу Кубку Албанії 2014/15, де з загальним рахунком 0:1 його команда поступилася «Лачі».

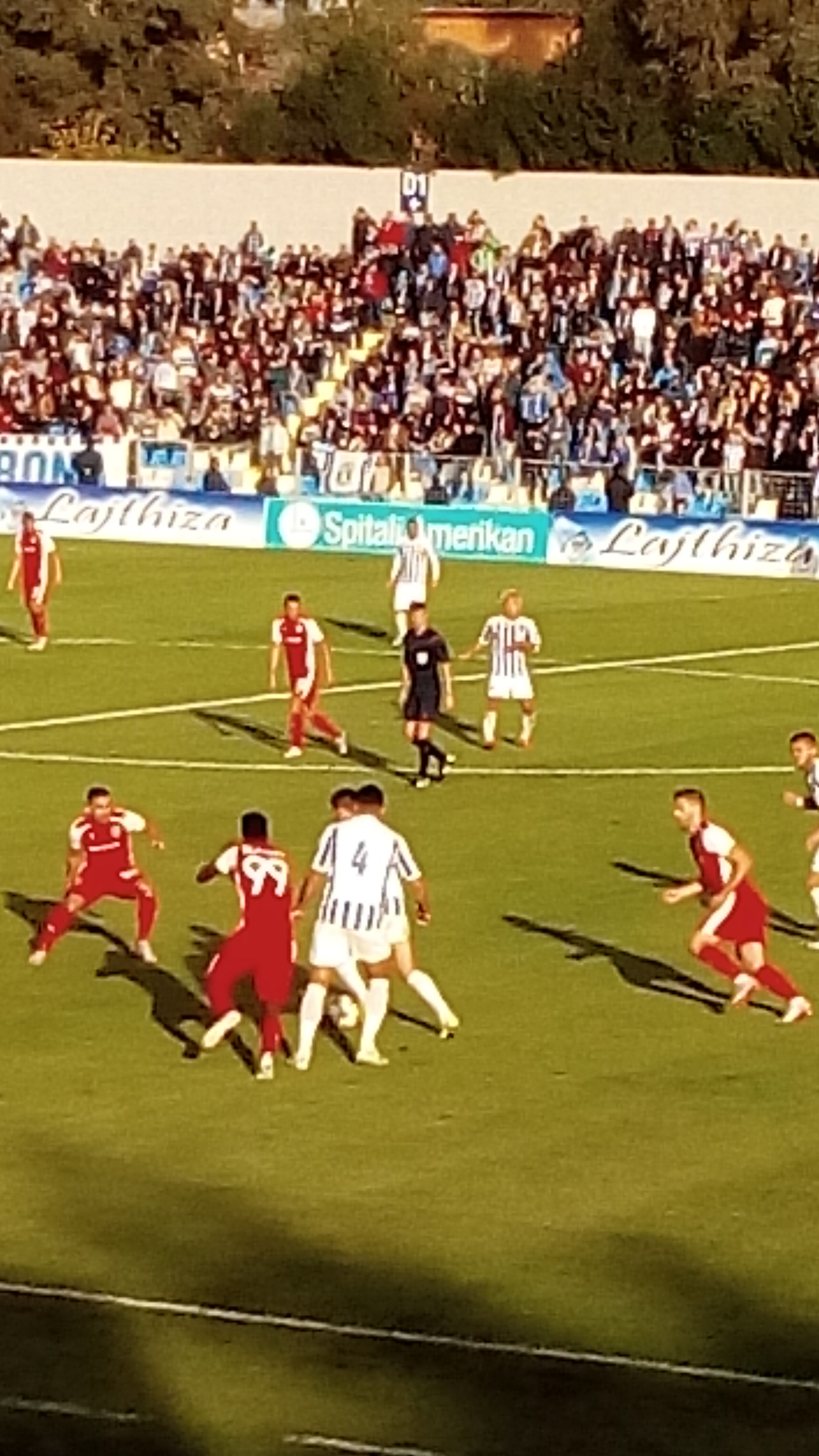
Гентаїм Муча (№ 4) під час матчу-відкриття стадіону Сельмана Стармасі проти «Скендербеу».

12 червня 2015 року «Тирана» та «Кукесі» досягли домовленості про оренду Муси в «Кукесі» на матчі Ліги Європи.. Однак 29 червня 2015 року президент Сафет Г'їчі підтвердив, що Муса гратиме в «Кукесі» протягом усього сезону 2015/16 років. Згодом Гентаїм вилетів до Австрії, щоб приєднатися до решти гравців команди, де декілька разів виступав у товариських матчах, демонструючи при цьому хорошу форму перед матчами Ліги Європи.
«Кукесі» розпочав свою єврокубкову кампанію з першого кваліфікаційного раунду, де зустрівся з білоруською командою «Торпедо-БелАЗ» (Жодіно). 2 липня, у першому матчі на стадіоні Кемаль Стафа, Муса виходить у стартовому складі й на 9-й хвилині допомагає відзначитися голом Жана Каріоки, а також допомагав Дмитрію Стажилі зберегти свої ворота «сухими» й здобути перемогу 2:0. У матчі-відповіді Муча також відіграв солідно, коли допоміг команді зберегти нульову нічию та вийти до наступного раунду з загальним рахунком 2:0. У наступному раунді «Кукесі» зустрівся з представником Першої ліги Чорногорії «Младост» (Подгориця). У першому матчі Гентаїм не зміг допомогти уникнути «Кукесі» домашньої поразки (0:1), але у матчі-відповіді відіграв вирішальну роль, оскільки його команда обіграла «Младост» (4:2) на Міському стадіоні Подгориці, та з загальним рахунком 4:3 перемогла й кваліфікувалася до наступного раунду.
У першому матчі третього кваліфікаційного раунду на стадіоні Кемаль Стафа Муча вийшов у стартовому складі проти варшавської «Легії»; матч призупинили на 52-й хвилині (на той час рахунок був 1:2), після того, як в гравця варшавської «Легії» влучив предмет, кинутий з вболівальницьких трибун. Після цього інциденту УЄФА присудив варшавській «Легії» технічну перемогу з рахунком 3:0. У матчі-відповіді Гентаїм знову зіграв усі 90 хвилин, а «Кукесі» зазнав мінімальної поразки, єдиним голом відзначився Міхал Кухарчик. Після закінчення єврокубкової кампанії клубу Муча вирішив повернутися в «Тирану», сказавши, що вболівальники є важливою причиною його повернення. Він назвав своє перебування в «Кукесі» «курортним романом». Його виступи високо оцінив тренер збірної Албанії Джанні Де Б'язі, який запропонував президенту клубу Сафеті Джичі зберегти його на весь сезон.
Після єврокубкової кампанії з «Кукесі» Гентаїн повернувся до «Тирани», підписавши новий контракт. 24 серпня 2015 року зіграв 100-й офіційний поєдинок за «Тирану» у матчі першому туру Суперліги 2015–16 проти новачка елітного дивізіону «Тарбуні Пука», в якому допоміг команді виграти з рахунком 2:1. Згодом відзначився першим голом у сезоні, відзначившись ударом головою після виконання штрафного удару Елісом Бакаєм в переможному (2:0) домашньому поєдинку проти «Теути» (Дуррес), чим допоміг «Тирані» після триматчевої паузи повернутися на переможний шлях. 23 грудня, в останньому матчі сезону, Муча відзначився переможним голом, коли «Тирана» обіграла «Кукесі» (0:1), здобувши першу в історії перемогу на стадіоні Зекір Імері.
24 січня 2016 року, у першому матчі чвертьфіналу Кубку Албанії проти «Фламуртарі» (Вльора), отримав видалення в першого тайму, що означало, що він пропустить матч-відповідь на стадіоні Сельман Стермасі. У матчі першого туру чемпіонату 2016 року проти «Тарбуні Пука» відзначився третім голом своєї команди, встановивши остаточний рахунок 3:1. 13 лютого Муча просидів усі 90 хвилині на лаві запасних в переможному (2:0) домашньому матчі проти «Бюліса» (Балш), ця перемога стала першою на нещодавно відремонтованому стадіоні Сельман Стермасі. Після матчу проти Лачі почалися проблеми з коліном, через що не міг грати. Через три дні вилетів до австрійського Зальцбурга для подальшої діагностики травми коліна. 19 лютого успішно переніс операцію, яка залишила його поза футболом на два місяці.
Гентаїм повернувся на матч чемпіонату проти «Лачі», де просидів усі 90 хвилин на лаві запасних, але його команда здобула домашню перемогу 1:0. Тиждень потому повернувся на поле, зігравши всі 90 хвилин у безгольовому нічийному виїзному матчі проти «Бюліса» (Балш). 4 травня в четвертому дербі сезону проти тиранського «Партизані» відзначився п'ятим голом у сезоні, ударом головою на 28-й хвилині, зрівнявши рахунок у матчі. На 56-й хвилині другого таймі отримав вилучення, заробивши другу жовту картку за порушення правил проти Емільяно Віли. За попередні 6,5 років це було перше вилучення Гентаїма. Він змушений був пропустити поєдинок проти «Фламуртарі» (Вльора), який завершився для «Тирани» виїзною поразкою з рахунком 1:2, а також вчетверте поспіль залишив для команди лише математичні шанси, щоб поборотися за єврокубки.
23 червня 2016 року Муча, як і в попередньому сезоні, був відправлений в оренду в «Кукесі» для участі в Лізі Європи 2016/17. Сім днів по тому, зіграв у першому (домашньому) матчі першого кваліфікаційного раунду проти «Рудара» (Плєвля), який завершився з нічийним рахунком 1:1 (Муча зіграв 82 хвилини).
5 вересня 2016 року Дисциплінарний комітет АФА підтвердив, що Гентаїм мав право виступати за «Тирану» в першому турі чемпіонату 2016/17 після закінчення його дискваліфікації. Два дні по тому зіграв свій перший матч у новому сезоні проти «Теути» (Дуррес), який закінчився безгольовою нічиєю на стадіоні Ніко Дована. 30 березня наступного року з'явилася інформація, що Муса не більше збирається грати в цьому сезоні, оскільки через постійний біль при грижі хребта потребує оперативного втручання. Він завершив сезон з 23 зіграними матчами в чемпіонаті та кубку, «Тирана» 16-й раз у власній історії виграла кубок, але вперше вилетіла до Першого дивізіону Албанії. Згодом Гентаїм назвав пониження в класі «Тирани» найгіршим моментом у власній кар'єрі.

#### 2017—наш час: відсутність через хворобу, повернення та титул переможця Суперліги Албанії
У липні 2017 року у віці 30 років у Мучі діагностували пухлинну масу в голівці лівого стегна. На той час він вже боровся з грижею. Після операції в листопаді 2017 року та півроку хіміотерапії його кістка була очищена. У жовтні 2018 року, після тривалої боротьби, Муча отримав зелене світло для відновлення своєї футбольної кар'єри. Він зізнався, що отримав фінансову підтримку від «Партизані», принципового суперника «Тирани».
У сезоні 2018/19 років знову потрапив до заявки команди, 27 січня 2019 року вперше опинився на лаві запасних у переможному (4:1) домашньому поєдинку проти «Камзи». 22 лютого замінив Бедрі Грека наприкінці переможного (2:1) виїзного поєдинку проти «Скендербеу», зігравши перший матч в сезоні та вперше за 717 днів з'явившись на футбольному полі. Загалом у сезоні 2018/19 років тричі виходив на футбольне поле, але зіграв у них загалом лише 5 хвилин, при цьому «Тирана» ледве уникла пониження в класі.
Гентаїм був стабільним гравцем основи команди в албанській Суперлізі 2019/20, відзначився одним голом у 27 матчах, а «Тирана» 25-ий раз виграла чемпіонський титул у свій 100-річний ювілей. Цей чемпіонський титул став першим для «Гентаїма» у футболці «Тирани» та другим у кар'єрі. 8 серпня уклав з клубом новий 1-річний контракт.

## Кар'єра в збірній
У листопаді 2009 року Йосип Куже несподівано викликав Мучу на товариський матч проти Естонії. Однак пошкодження зв’язок колінного суглоба в лютому 2010 року, отримане в матчі проти «Динамо» (Тирана), завадило йому зіграти за Албанію, оскільки на початку травня Мусі зробили операцію на коліні в Австрії, через що захисник перебував поза футболом протягом чотирьох місяців. 17 лютого 2010 року зіграв за другу збірну Албанії у переможному (2:3) виїзному товариському матчі проти Косова, де провів на полі всі 90 хвилин.

## Скандали
Муса став центральною фігурою скандального матчу дербі проти «Партизані» (Тирана) 20 травня 2016 року; через двадцять хвилин після завершення поєдинку Гентаїм, який широко відомий як учасник «Тіроні Фанатікс», взяв мегафон і почав співати разом з натовпом. Його співи торкалися теми команди та комунізму, також порівнюючи Партизані з «Партизаном» (Белград), що спровокувало багато суперечок у країні. Через тиждень після інциденту Мучу звинуватили у публічному розпалюванні ненависті, а Дисциплінарний комітет Федерації футболу Албанії на один рік дискваліфікував його з усіх змагань.
Муса став першим гравцем в історії албанського футболу, якого покарали за публічне розпалювання ненависті. В офіційній заяві «Тирана» зазначила, що клуб оскаржить це рішення. Сам Гентаїм виправдав свої дії на прес-конференції, заявивши, що він співав з натовпом як фанат, а не як гравець. Він зазначив:
|  | Вчора під час тренування я почув про рішення. Я не сприйняв це нормально. Я футболіст, а не злочинець. За свою кар'єру я отримав лише дві червоні картки, і ніколи не підлягав засудженню в дисциплінарних комісіях. Я сповідую релігію і жодним чином не мав на меті підбурювати до насильства, ненависті чи використовувати расистські вирази. Я фанат «Тирани», і як такий, через двадцять хвилин після закінчення матчу, я співав із фанатами. Пісні — це лише висловлювання фанатів, які завжди відтворюються на стадіонах. Арбітр матчу не переривав матч, коли під час гри співали пісні. Я вірю, що Апеляційний комітет перегляне рішення, і я повернусь до гри у футбол. Я на піку своєї кар’єри, і це рішення мене вбиває. Я дякую вболівальникам за підтримку, яку вони мені надають. Я один з них. |

Також повідомлялося, що коли Муча коли вперше почув про це рішення, перервав тренування і що його товариші по команді були шоковані. Однак, після звернення «Тирани», Дисциплінарний комітет ФФА скоротив дискваліфікацію з одного року до шести матчів.

## Особисте життя
Гентаїм — практикуючий мусульманин. Єдиний футболіст, який погодився взяти участь у проекті «Матч дружби» між Албанією та Сербією. Він відомий як великий фанат албанського клубу «Тирана», свого дитячого клубу, а також є членом головної активної групи вболівальників клубу «Фанатікс Тірона». Навчався в Економічному технікумі. Одружився з нареченою Агін 16 жовтня 2016 року. Цього ж дня відбулася коротка церемонія на стадіоні Сельман Стермасі перед матчем проти «Скендербеу».

## Статистика виступів

### Клубна
Станом на 1 July 2016
| Клуб                 | Сезон             | Ліга                    | Ліга  | Ліга | Кубок | Кубок | Єврокубки | Єврокубки | Інші  | Інші | Загалом | Загалом |
| Клуб                 | Сезон             | Дивізіон                | Матчі | Голи | Матчі | Голи  | Матчі     | Голи      | Матчі | Голи | Матчі   | Голи    |
| -------------------- | ----------------- | ----------------------- | ----- | ---- | ----- | ----- | --------- | --------- | ----- | ---- | ------- | ------- |
| «Остергольц-Шармбек» | 2007–08           | Оберліга                | 9     | 0    | —     | —     | —         | —         | —     | —    | 9       | 0       |
| «Бюліс»              | 2008–09           | Суперліга Албанії       | 28    | 2    | 4     | 0     | —         | —         | —     | —    | 32      | 2       |
| «Динамо» (Тирана)    | 2009–10           | Суперліга Албанії       | 19    | 3    | 5     | 1     | 1         | 0         | —     | —    | 25      | 4       |
| «Тирана»             | 2010–11           | Суперліга Албанії       | 14    | 0    | 5     | 1     | 0         | 0         | 0     | 0    | 19      | 1       |
| «Тирана»             | 2011–12           | Суперліга Албанії       | —     | —    | —     | —     | —         | —         | 1     | 0    | 1       | 0       |
| «Тирана»             | Загалом           | Загалом                 | 14    | 0    | 5     | 1     | 0         | 0         | 1     | 0    | 20      | 1       |
| «Влазнія» (Шкодер)   | 2011–12           | Суперліга Албанії       | 13    | 0    | 3     | 0     | —         | —         | —     | —    | 16      | 0       |
| «Фламуртарі»         | 2011–12           | Суперліга Албанії       | 10    | 1    | 6     | 0     | —         | —         | —     | —    | 16      | 1       |
| «Тирана»             | 2012–13           | Суперліга Албанії       | 12    | 0    | 2     | 0     | 0         | 0         | 0     | 0    | 14      | 0       |
| «Тирана»             | 2013–14           | Суперліга Албанії       | 25    | 2    | 1     | 0     | —         | —         | —     | —    | 26      | 2       |
| «Тирана»             | 2014–15           | Суперліга Албанії       | 33    | 6    | 6     | 0     | —         | —         | —     | —    | 39      | 6       |
| «Тирана»             | 2015–16           | Суперліга Албанії       | 25    | 5    | 4     | 0     | —         | —         | —     | —    | 29      | 5       |
| «Тирана»             | 2016–17           | Суперліга Албанії       | 18    | 1    | 4     | 0     | —         | —         | —     | —    | 22      | 1       |
| «Тирана»             | 2017–18           | Перший дивізіон Албанії | 0     | 0    | 0     | 0     | —         | —         | —     | —    | 0       | 0       |
| Загалом              | Загалом           | Загалом                 | 112   | 14   | 13    | 0     | 0         | 0         | 0     | 0    | 130     | 14      |
| Усього за кар'єру    | Усього за кар'єру | Усього за кар'єру       | 203   | 20   | 40    | 2     | 8         | 0         | 1     | 0    | 243     | 22      |

1. ↑  Матч(і) в Лізі Європи
2. ↑  Матчі в Суперкубку Албанії

### У збірній
Станом на 31 січня 2016
| національна збірна Албанії | національна збірна Албанії | національна збірна Албанії |
| Рік                        | Матчі                      | Голи                       |
| -------------------------- | -------------------------- | -------------------------- |
| 2009                       | 0                          | 0                          |
| Загалом                    | 0                          | 0                          |

## Досягнення

### Клубні
«Динамо» (Тирана)
- Суперліга Албанії
  -  Чемпіон (1): 2009/10

«Тирана»
- Суперліга Албанії
  -  Чемпіон (2): 2019/20, 2021/22
- Кубок Албанії
  -  Володар (2): 2010/11, 2016/17
- Суперкубок Албанії
  -  Володар (3): 2011, 2012, 2017

«Приштина»
- Суперліга Косова
  -  Чемпіон (1): 2020/21
- Суперкубок Косова:
  -  Володар (1): 2020

### Індивідуальні
- Найкращий гравець місяця в Суперлізі Албанії: лютий 2014